# Christiansted
Christiansted je grad na Saint Croixu najvećem otoku Američkih Djevičanskih otoka.

## Povijest
Grad je osnovan 1773. godine, a ime je dobio po kralju Danske i Norveške Kristijanu VI. Nekad je bio glavni grad Američkih Djevičanskih otoka, dok je to sada Charlotte Amalie na otoku Saint Thomasu. Područje grada je zaštićeno zakonom kao povijesna lokacija.

## Stanovništvo
Prema popisu stanovništva iz 2000. godine grad ima 2.637 stanovnika. Prema procjenama iz 2004. godine grad ima oko 3.000 stanovnika.

## Poznate osobe
- Tim Duncan, američki profesionalni košarkaš.

## Vanjske poveznice
- Informacije o zaštićenom gradu

### Ostali projekti
|  | Zajednički poslužitelj ima još gradiva o temi Christiansted, Američki Djevičanski otoci |